# Brachyscleroma malayensis
Brachyscleroma malayensis är en stekelart som beskrevs av Gupta 1994. Brachyscleroma malayensis ingår i släktet Brachyscleroma och familjen brokparasitsteklar. Inga underarter finns listade.